# Chinese Super League 2012
Die Chinese Super League 2012 war die neunte Auflage der höchsten chinesischen Spielklasse im Männerfußball. Die Saison begann am 10. März 2012 und endete am 3. November 2012.
Zu dieser Saison aufgestiegen sind Dalian Aerbin sowie der Guangzhou R&F Titelverteidiger war der Guangzhou Evergrande, der auch in diesem Jahr den Titel gewinnen konnte. Absteigen mussten am Ende der Saison Dalian Shide und Henan Construction.

## Teilnehmer der Saison 2012
| - Beijing Guoan - Changchun Yatai - Dalian Aerbin (Aufsteiger) - Dalian Shide - Guangzhou Evergrande (Meister) - Guangzhou R&F (Aufsteiger) - Guizhou Renhe - Hangzhou Nabel Greentown | - Henan Construction - Jiangsu Sainty - Liaoning Hongyun - Qingdao Jonoon - Shandong Luneng Taishan - Shanghai Shenhua - Shanghai Shenxin - Tianjin Teda (Pokalsieger) |

## Abschlusstabelle
| Pl. | Verein                   | Sp. | S  | U  | N  | Tore    | Diff. | Punkte |
| --- | ------------------------ | --- | -- | -- | -- | ------- | ----- | ------ |
| 1.  | Guangzhou Evergrande (M) | 30  | 17 | 7  | 6  | 051:300 | +21   | 58     |
| 2.  | Jiangsu Sainty           | 30  | 14 | 12 | 4  | 049:290 | +20   | 54     |
| 3.  | Beijing Guoan            | 30  | 14 | 6  | 10 | 034:350 | −1    | 48     |
| 4.  | Guizhou Renhe            | 30  | 12 | 9  | 9  | 044:330 | +11   | 45     |
| 5.  | Dalian Aerbin (N)        | 30  | 11 | 11 | 8  | 051:460 | +5    | 44     |
| 6.  | Changchun Yatai          | 30  | 12 | 8  | 10 | 037:400 | −3    | 44     |
| 7.  | Guangzhou R&F (N)        | 30  | 13 | 3  | 14 | 047:490 | −2    | 42     |
| 8.  | Tianjin Teda (P)         | 30  | 10 | 10 | 10 | 029:300 | −1    | 40     |
| 9.  | Shanghai Shenhua         | 30  | 8  | 14 | 8  | 039:340 | +5    | 38     |
| 10. | Liaoning Hongyun         | 30  | 8  | 12 | 10 | 040:410 | −1    | 36     |
| 11. | Hangzhou Nabel Greentown | 30  | 9  | 9  | 12 | 034:460 | −12   | 36     |
| 12. | Shandong Luneng Taishan  | 30  | 8  | 12 | 10 | 046:430 | +3    | 36     |
| 13. | Qingdao Jonoon           | 30  | 10 | 6  | 14 | 026:340 | −8    | 36     |
| 14. | Dalian Shide 1           | 30  | 8  | 10 | 12 | 039:490 | −10   | 34     |
| 15. | Shanghai Shenxin         | 30  | 6  | 12 | 12 | 036:350 | +1    | 30     |
| 16. | Henan Construction       | 30  | 7  | 5  | 18 | 028:560 | −28   | 26     |

| (M) | Amtierender Meister: Guangzhou Evergrande                   |
| (P) | Amtierender Pokalsieger: Tianjin Teda                       |
| (N) | Aufsteiger der letzten Saison: Guangzhou R&F, Dalian Aerbin |

## Torschützenliste
| Pl. | Spieler            | Mannschaft           | Tore |
| --- | ------------------ | -------------------- | ---- |
| 01. | Cristian Dănălache | Jiangsu Sainty       | 23   |
| 02. | Peter Utaka        | Dalian Aerbin        | 20   |
| 03. | Rafael Coelho      | Guangzhou R&F        | 14   |
| 04. | Anselmo            | Shanghai Shenxin     | 13   |
| 04. | Sjoerd Ars         | Tianjin Teda         | 13   |
| 06. | Muriqui            | Guangzhou Evergrande | 12   |
| 06. | Zlatan Muslimovic  | Guizhou Renhe        | 12   |

## Vorlagengeberliste
| Platz                  | Spieler           | Mannschaft               | Vorlagen |
| ---------------------- | ----------------- | ------------------------ | -------- |
| 01.                    | Dario Conca       | Guangzhou Evergrande     | 11       |
| 02.                    | Davi              | Guangzhou R&F            | 10       |
| 03.                    | Dabao Yu          | Dalian Aerbin            | 7        |
| 04.                    | Nicolas Anelka    | Shanghai Greenland       | 6        |
| 04.                    | Antônio Flávio    | Shanghai Shenxin         | 6        |
| 04.                    | Zlatan Muslimović | Guizhou Renhe            | 6        |
| 04.                    | Martin Kamburov   | Dalian Shide             | 6        |
| 04.                    | Wang Song         | Hangzhou Nabel Greentown | 6        |
| Stand: Ende der Saison |                   |                          |          |

## Auszeichnungen
- Chinese Football Association Footballer of the Year:  Cristian Dănălache (Jiangsu Sainty)
- Chinese Super League Golden Boot Winner:  Cristian Dănălache (Jiangsu Sainty)
- Chinese Super League Domestic Golden Boot Award:  Wang Yongpo (Shandong Luneng Taishan)
- Chinese Football Association Goalkeeper of the Year:  Deng Xiaofei (Jiangsu Sainty)
- Chinese Football Association Young Player of the Year:  Zhang Xizhe (Beijing Guoan)
- Chinese Football Association Manager of the Year:  Dragan Okuka (Jiangsu Sainty)
- Chinese Super League Team of the Year (442)[2]:

| Torhüter                      | Abwehr | Mittelfeld | Stürmer                                                            |
| ----------------------------- | --- | --- | ------------------------------------------------------------------ |
| Deng Xiaofei (Jiangsu Sainty) | Sun Xiang (Guangzhou Evergrande) Du Wei (Shandong Luneng Taishan) Zheng Zheng (Shandong Luneng Taishan) Dino Đulbić (Guizhou Renhe) | Zheng Zhi (Guangzhou Evergrande) Yu Hanchao (Liaoning Hongyun) Wang Yongpo (Shandong Luneng Taishan) Darío Conca (Guangzhou Evergrande) | Cristian Dănălache (Jiangsu Sainty) Gao Lin (Guangzhou Evergrande) |